# Слободский сельский округ (Московская область)
Слободский сельский округ — упразднённая административно-территориальная единица, существовавшая на территории Клинского района Московской области в 1994—2006 годах (с перерывами).
Слободский сельсовет образован в первые годы советской власти. По данным 1923 года он входил в состав Борщёвской волости Клинского уезда Московской губернии.
В 1924 году Слободский с/с был упразднён, а его территория разделена на Еросимовский и Рогатинский с/с.
В 1929 году Слободский с/с был восстановлен в составе Клинского района Московского округа Московской области путём выделения из Еросимовского с/с.
17 июля 1939 года Слободский с/с был упразднён, а его территория (селение Слобода) была передана в Еросимовский с/с.
14 июня 1954 года Слободский с/с был воссоздан в составе Клинского района путём объединения Еросимовского и Рогатинского с/с.
27 августа 1958 года в Слободский с/с из Борщевского было передано селение Заболотье, а из Кондыринского с/с — селения Кондырино, Крупненино, Непейцино и Подтеребово.
20 августа 1960 года к Слободскому с/с был присоединён Борковский с/с.
1 февраля 1963 года Клинский район был упразднён и Слободский с/с вошёл в Солнечногорский сельский район. 11 января 1965 года Слободский с/с был возвращён в восстановленный Клинский район.
10 марта 1975 года к Слободскому с/с был присоединён Борщевский с/с.
3 февраля 1994 года Слободский с/с был преобразован в Слободский сельский округ.
13 ноября 1996 года деревня Напруговская Дорога была передана из Слободского с/о в черту города Клина.
В ходе муниципальной реформы 2004—2005 годов Слободский сельский округ прекратил своё существование как муниципальная единица. При этом его населённые пункты были переданы в сельское поселение Воронинское.
29 ноября 2006 года Слободский сельский округ исключён из учётных данных административно-территориальных и территориальных единиц Московской области.